# Помазановка
Помазановка (укр. Помазанівка) — село в Залелиевском сельском совете, Царичанский район, Днепропетровская область, Украина.
Население по переписи 2001 года составляло 33 человека. Код КОАТУУ — 1225681107.

## Географическое положение
Село Помазановка находится на правом берегу реки Орель, выше по течению на расстоянии в 2 км расположено село Залелия, ниже по течению на расстоянии в 2,5 км расположено село Турово, на противоположном берегу — село Бабайковка. К селу примыкают болота и лесные массивы.